# فرقة المرح (فلم)
فرقة المرح فيلم مصري تم إنتاجه عام 1970، من إخراج فطين عبد الوهاب، وبطولة شمس البارودي ومحمد رشدي.

## تمثيل
- شمس البارودي
- محمد رشدي
- نجوى فؤاد
- توفيق الدقن
- اشرف عبد الغفور
- سمير غانم
- جورج سيدهم
- الضيف أحمد
- إبراهيم سعفان